# Giuseppe Fanelli

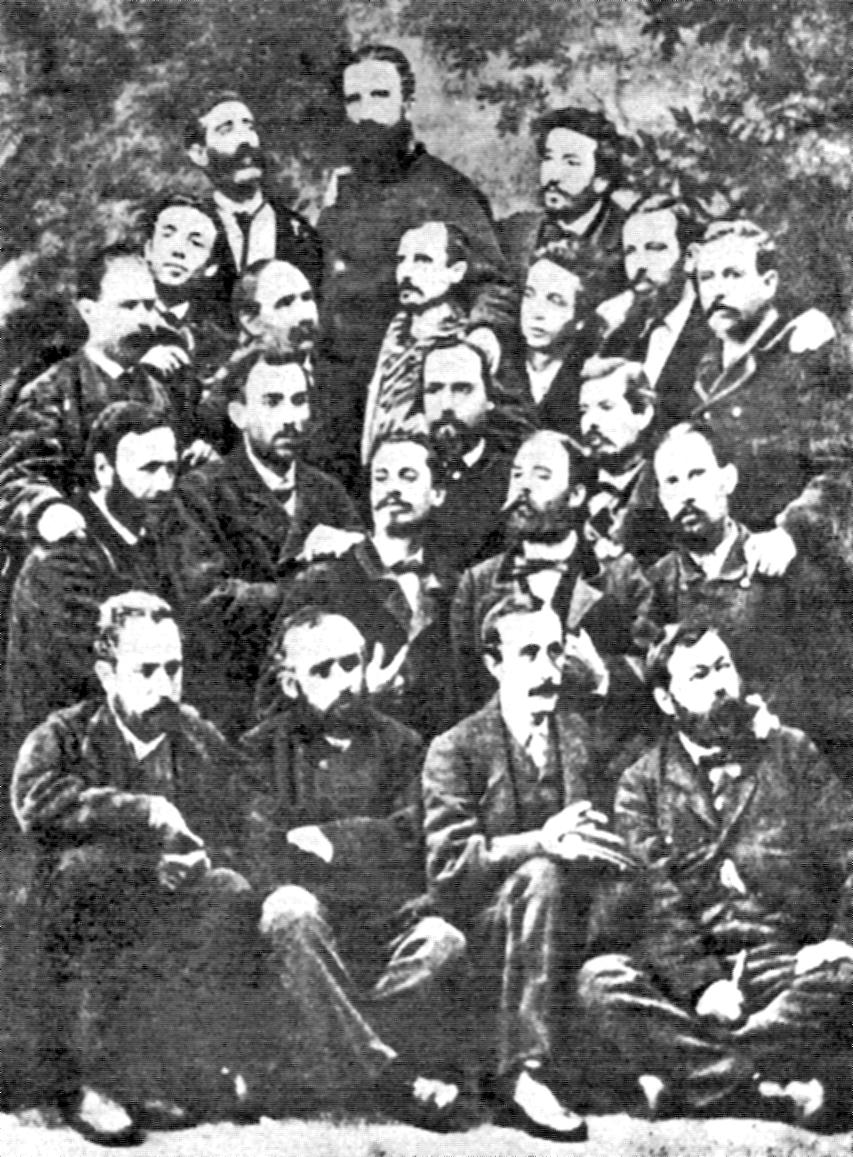
Grupo de fundadores de la Primera Internacional, en Madrid, en octubre de 1868. Fanelli aparece en el centro con una larga barba.

Giuseppe Fanelli (13 de octubre de 1827 - 5 de enero de 1877, Nápoles, Italia) fue un revolucionario y anarquista italiano.
Se unió a la Primera Internacional donde formó parte del ala libertaria. Fue a España en un viaje planeado por Mijaíl Bakunin para difundir las ideas anarquistas y ayudar a la creación de la sección española de la Internacional. Allí se reúne con Anselmo Lorenzo, quien será uno de los primeros anarquistas españoles.
Al igual que Bakunin también él era francmasón. Se dice que sus ideas fueron transmitidas a los obreros de Madrid mediante señas y la ayuda ocasional de un trabajador que conocía el francés, pues Fanelli no hablaba español y hubo de emplear tal lengua para difundir los ideales anarquistas. Los ideales que entendieron los obreros que le escuchaban pasaron a ser llamados "La Idea".
Giuseppe viajó a México y a Estados Unidos de América, donde difundió las ideas anarquistas y los derechos laborales, conoció e influyó a Ricardo Flores Magón, ideario del Partido Liberal Mexicano, prepulsor de la Revolución Mexicana y de los derechos laborales. 
En 1877, falleció de tuberculosis, en Nápoles.